# Brandonville (Virgínia de l'Oest)
Brandonville és una població dels Estats Units a l'estat de Virgínia de l'Oest. Segons el cens del 2000 tenia 102 habitants.

## Demografia
Segons el cens del 2000, Brandonville tenia 102 habitants, 41 habitatges, i 28 famílies. La densitat de població era de 101 habitants per km².
Dels 41 habitatges en un 26,8% hi vivien nens de menys de 18 anys, en un 46,3% hi vivien parelles casades, en un 17,1% dones solteres, i en un 31,7% no eren unitats familiars. En el 29,3% dels habitatges hi vivien persones soles el 17,1% de les quals corresponia a persones de 65 anys o més que vivien soles. El nombre mitjà de persones vivint en cada habitatge era de 2,49 i el nombre mitjà de persones que vivien en cada família era de 3,04.
Per edats la població es repartia de la següent manera: un 25,5% tenia menys de 18 anys, un 6,9% entre 18 i 24, un 23,5% entre 25 i 44, un 21,6% de 45 a 60 i un 22,5% 65 anys o més.
L'edat mediana era de 39 anys. Per cada 100 dones de 18 o més anys hi havia 85,4 homes.
La renda mediana per habitatge era de 28.125 $ i la renda mediana per família de 25.000 $. Els homes tenien una renda mediana de 61.875 $ mentre que les dones 17.917 $. La renda per capita de la població era de 22.118 $. Entorn del 17,6% de les famílies i el 24,5% de la població estaven per davall del llindar de pobresa.

## Poblacions més properes
El següent diagrama mostra les poblacions més properes.